# На схід від раю (фільм)
«На схід від раю» (англ. East of Eden) — американський кінофільм 1955 року режисера Еліа Казана. Екранізація однойменної сімейної саги Джона Стейнбека. В головних ролях — Джеймс Дін, Джулі Гарріс, Реймонд Мессі.

## Сюжет
Юнак Кел Траск намагається знайти себе та завоювати любов батька, який віддає перевагу його братові-близнюку Арону. Сюжет є сучасною інтерпретацією біблійської оповіді про Каїна та Авеля.

## В ролях
- Джеймс Дін — Кел Траск
- Джулі Гарріс — Абра
- Реймонд Мессі — Адам Траск
- Річард Давалос — Арон Траск

## Цікаві факти
До початку зйомок Казан хотів бачити в ролі Кела Марлона Брандо.